# Вернберг-Кебліц
Вернберг-Кебліц (нім. Wernberg-Köblitz) — громада в Німеччині, розташована в землі Баварія. Підпорядковується адміністративному округу Верхній Пфальц. Входить до складу району Швандорф.
Площа — 66,03 км2. Населення становить 5678 ос. (станом на 31 грудня 2020).